# Club de Bottoms Up
 (septembre 2024).
La mise en forme du texte ne suit pas les recommandations de Wikipédia : il faut le « wikifier ».
Les points d'amélioration suivants sont les cas les plus fréquents. Le détail des points à revoir est peut-être précisé sur la page de discussion.
- Les titres sont pré-formatés par le logiciel. Ils ne sont ni en capitales, ni en gras.
- Le texte ne doit pas être écrit en capitales (les noms de famille non plus), ni en gras, ni en italique, ni en « petit »…
- Le gras n'est utilisé que pour surligner le titre de l'article dans l'introduction, une seule fois.
- L'italique est rarement utilisé : mots en langue étrangère, titres d'œuvres, noms de bateaux, etc.
- Les citations ne sont pas en italique mais en corps de texte normal. Elles sont entourées par des guillemets français : « et ».
- Les listes à puces sont à éviter, des paragraphes rédigés étant largement préférés. Les tableaux sont à réserver à la présentation de données structurées (résultats, etc.).
- Les appels de note de bas de page (petits chiffres en exposant, introduits par l'outil «  Source ») sont à placer entre la fin de phrase et le point final[comme ça].
- Les liens internes (vers d'autres articles de Wikipédia) sont à choisir avec parcimonie. Créez des liens vers des articles approfondissant le sujet. Les termes génériques sans rapport avec le sujet sont à éviter, ainsi que les répétitions de liens vers un même terme.
- Les liens externes sont à placer uniquement dans une section « Liens externes », à la fin de l'article. Ces liens sont à choisir avec parcimonie suivant les règles définies. Si un lien sert de source à l'article, son insertion dans le texte est à faire par les notes de bas de page.
- La présentation des références doit suivre les conventions bibliographiques. Il est recommandé d'utiliser les modèles {{Ouvrage}}, {{Chapitre}}, {{Article}}, {{Lien web}} et/ou {{Bibliographie}}. Le mode d'édition visuel peut mettre en forme automatiquement les références.
- Insérer une infobox (cadre d'informations à droite) n'est pas obligatoire pour parachever la mise en page.

Pour une aide détaillée, merci de consulter Aide:Wikification.
Si vous pensez que ces points ont été résolus, vous pouvez retirer ce bandeau et améliorer la mise en forme d'un autre article.
Le Bottoms Up Club est un bar pour filles à Hong Kong. Le bar est devenu célèbre pour son apparition dans le film de James Bond de 1974 L'Homme au pistolet d'or. L'intérieur du club évoque l'intérieur du club tel qu'on le voit dans le film.

## Histoire
Le club a ouvert ses portes au sous-sol du bâtiment Mohan au 14 Hankow Road à Tsim Sha Tsui, Kowloon, en mars ou mai  1971. L'un de ses premiers managers était Pat Sephton,, un ancien mannequin de Windmill. Une décision de justice de 1994 lui a demandé de retirer son panneau néon représentant des fesses nues et d'obliger ses danseuses nues à porter des soutiens-gorge ou des déshabillés. Le magasin de Tsim Sha Tsui a fermé en avril 2004. La hausse des loyers a été citée comme raison possible de la fermeture. Le Club a rouvert ses portes au premier étage de David House, 37–39 Lockhart Road à Wan Chai   en mai 2004, cette fois principalement comme un bar sportif, l'un des bars originaux étant recréé dans une arrière-salle.
En juillet 2009, le club a fermé ses portes[réf. nécessaire].

## Dans la culture populaire
À l'époque du film, le club était situé à Tsim Sha Tsui, du côté Kowloon du port Victoria. Cela a donné lieu à un bêtisier du film lorsque Bond, joué par Roger Moore, est récupéré à l'extérieur du club par des agents britanniques se faisant passer pour des policiers, lui apprenant qu'il est emmené dans un poste de police du côté de Kowloon (du port de Hong Kong ), alors qu'il s'y trouve déjà.
Selon un ancien employé, bien que le film présente des images de l'extérieur du Club, les scènes à l'intérieur du Club ont en réalité été tournées dans un studio au Royaume-Uni où il avait été recréé.
Le club est également apparu dans le film Chungking Express de Wong Kar-wai en 1994. Takeshi Kaneshiro et Brigitte Lin y prennent un verre avant de se rendre dans une chambre d'hôtel.
Le club apparaît également dans le livre Zéro Moins Dix de Raymond Benson (1997) où James Bond rencontre Sunni Pei (consommatrice et danseuse de strip-tease), membre de la mafia de Hong Kong « Les Triades ».